# Pippinger Straße 37 (München)

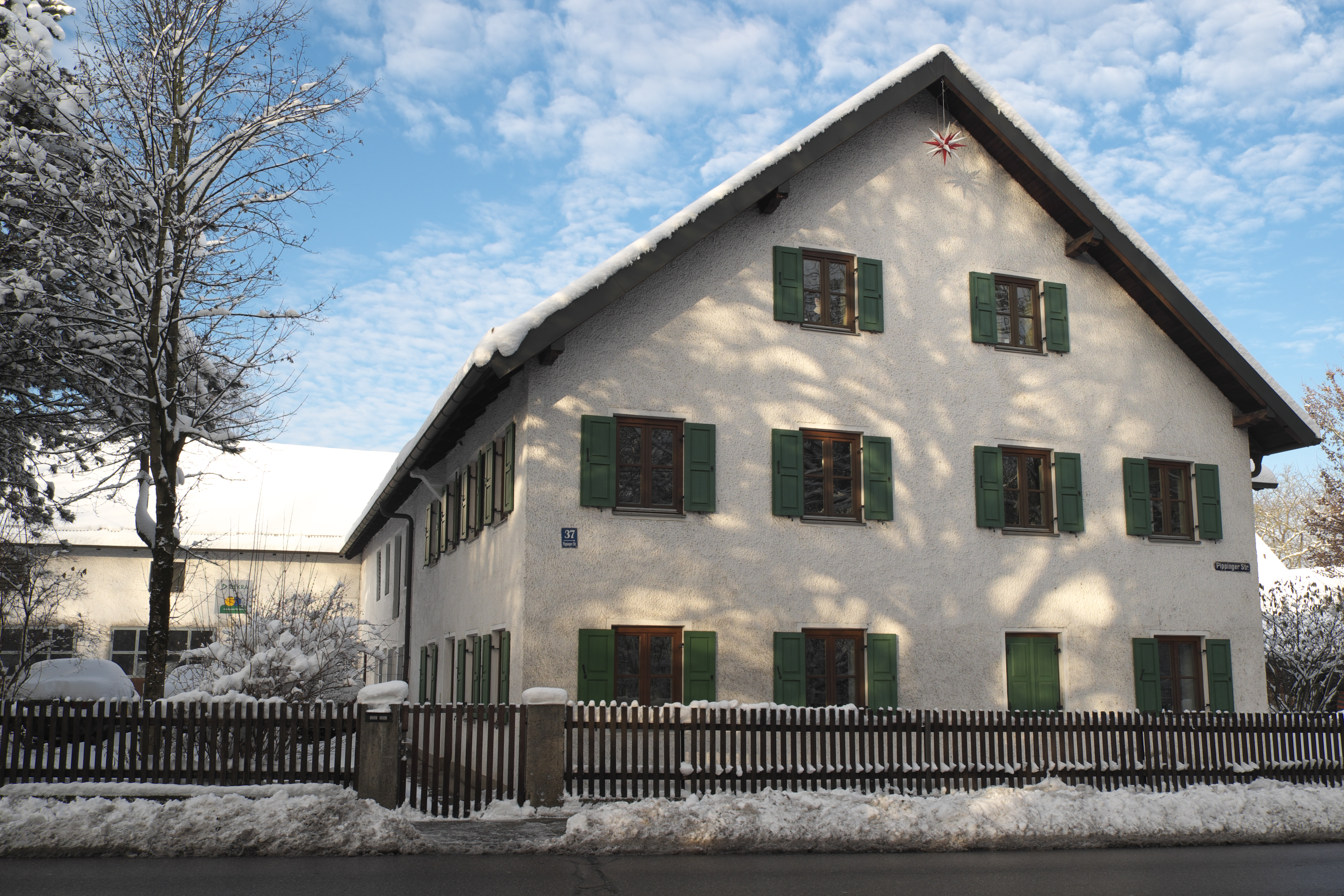
Haus Pippinger Straße 37 im Stadtteil Obermenzing von München

Das Gebäude Pippinger Straße 37 im Stadtteil Obermenzing der bayerischen Landeshauptstadt München wurde im 19. Jahrhundert errichtet. Das Bauernhaus an der Pippinger Straße, ehemals zum Weiler Pipping gehörend, ist ein geschütztes Baudenkmal.
Das ehemalige Bauernhaus stammt im Kern aus dem 19. Jahrhundert. An das zweigeschossige Haus mit Dachausbau schließt sich der ehemalige Stall und die Scheune an.